# شهرستان لا اوت-کاسپزی
شهرستان لا اوت-کاسپزی (به انگلیسی: La Haute-Gaspésie Regional County Municipality) یک منطقهٔ مسکونی در کانادا است که در Gaspésie–Îles-de-la-Madeleine واقع شده‌است. شهرستان لا اوت-کاسپزی ۵٬۱۳۹٫۵۰ کیلومتر مربع مساحت و ۱۲٬۰۸۸ نفر جمعیت دارد.